# Lena Situations
Pour les articles homonymes, voir Mahfouf.
Lena Mahfouf, plus connue sous le nom Lena Situations, est une vidéaste web, influenceuse et entrepreneuse franco-algérienne,, née le 19 novembre 1997 dans le 17e arrondissement de Paris.
Le 2 mai 2022, elle devient la première influenceuse française à être invitée au Met Gala.
En janvier 2024, elle fait partie du classement 2023 (de la firme d'analyses parisienne Lefty) des 15 influenceurs mode les plus puissants du monde.
Le 3 décembre 2024, elle est la deuxième personnalité issue du monde d’internet, et la première femme de ce milieu à intégrer la collection du musée parisien Musée Grévin.

## Biographie

### Enfance et formation
Née le 19 novembre 1997 dans le 17e arrondissement de Paris, de son vrai nom Lena Mahfouf, elle est la fille de Gyps, de son vrai nom Karim Mahfouf, auteur de bande dessinée, illustrateur et marionnettiste, et d'une ancienne styliste, Sabrina Lahouli Mahfouf. Ses deux parents algériens ont fui la guerre civile algérienne pour s’installer à Paris,. Elle dit avoir baigné « dans la culture ». Elle a un frère plus jeune prénommé Neyl. Elle est diplômée d'une école de marketing de la mode.

### Débuts sur Internet

#### Blog
En 2012, alors qu'elle est au lycée en filière littéraire, elle décide d'ouvrir un blog intitulé Lena Situations  pour partager ses conseils sur la mode, ses astuces beauté ainsi que les bonnes adresses parisiennes : « pour faire comme tout le monde » précise-t-elle.

#### Réseaux sociaux
En 2013, elle s'inscrit sur les réseaux sociaux tels qu'Instagram et Twitter, mais c'est à partir de 2017 qu'elle ouvre sa chaîne YouTube sur les conseils de son frère ; elle acquiert une notoriété importante.

### Carrière
En octobre 2020, elle est alors l'une des youtubeuses françaises les plus suivies avec 1,3 million d'abonnés sur YouTube avec plusieurs centaines de vidéos publiées,. Elle est aussi très suivie sur les réseaux sociaux avec 4,8 millions d'abonnés sur Instagram et 3,6 millions sur TikToken avril 2025.
Son contenu est axé sur ses moments de vie par des vlogs, des vidéos mode et lifestyle, ce qui fait d'elle, selon le magazine Les Inrockuptibles, une star montante de YouTube qui permet de changer le visage du divertissement sur Internet. Son succès est entre autres dû à un mélange entre vie professionnelle et vie privée. Avec Bilal Hassani, Sundy Jules et Sulivan Gwed, elle forme un groupe de vidéastes et d'influenceurs qui collaborent régulièrement dans leurs vlogs respectifs.
Lena est célèbre pour Les Vlogs d’août, série de vlogs où elle poste chaque jour une vidéo tournée la veille pendant le mois d’août.
Lena est devenue, depuis octobre 2020, une figure importante de la fashion Week parisienne en assistant à des défilés des plus grandes maisons de couture comme Louis Vuitton, Schiapparelli, Dior ou encore Balmain.
Le 2 mai 2022, elle est invitée à la cérémonie du Met Gala et devient la première influenceuse française à y participer.
Le 23 août 2022, elle annonce vouloir créer une association, nommée Toujours Plus, pour la jeunesse, pour pouvoir aider les étudiants à financer leurs études.
En septembre 2022, Spotify annonce que Lena Situations animera un podcast intitulé Canapé Six Places, en exclusivité sur sa plateforme. Il s'agit d'un programme hebdomadaire de 30 à 45 minutes avec ou sans invités avec pour thèmes confidences, interviews et découvertes de son univers. Elle y reçoit également des célébrités internationales telles que  Anna Wintour, Billie Eilish, Zendaya.
Le 3 novembre 2022, elle sort en collaboration avec Adidas une collection capsule de 4 paires de sneakers co-produite avec 150 de ses abonnés,, devenant la première française à franchir ce cap chez la marque,.
En juin 2023, elle fait partie des premières personnalités publiques françaises à tester la version bêta de Channels par Meta. En seulement deux heures, plus de 425 000 personnes rejoignent le canal sur Instagram.
En 2024, elle se situe à la 15e place du classement des 18 plus puissants influenceurs mode de l'année 2023 établi par Lefty,.
Le 6 mai 2024, elle est invitée à la cérémonie du Met Gala pour la deuxième fois.
Durant l'année 2024, elle fait de la publicité pour Old El Paso ou Tommy Hilfiger.
Le 22 septembre 2024, elle participe (avec plusieurs de ses amis) au Guinness World Record de la plus longue phrase écrite en gâteau à l'occasion des 130 ans des Galeries Lafayette.
Le 3 décembre 2024, elle est la deuxième personnalité issue du monde d’internet, après Squeezie, et la première femme de ce milieu à intégrer la collection du musée parisien Musée Grévin.
Le 28 février 2025, elle est chargée d’interviewer les célébrités présentes sur le tapis rouge avant la soirée de la 50e cérémonie des César qu'elle a également commenté lors de la 49e cérémonie des César aux côtés de l’animatrice Laurie Cholewa.
Le 2 mars 2025, elle commente également la 97e cérémonie des Oscars pour la première fois.
Le 26 mars 2025, elle lance son premier live sur sa chaine Twitch.
Le 10 avril 2025, Lena Situations fait la couverture du magazine Forbes France de l'édition printemps 2025 en la présentant comme « une représentation de la nouvelle génération de leaders à la croisée du personal branding et du business stratégique ».

### Publication
Le 24 septembre 2020, Lena Situations publie un livre de développement personnel intitulé Toujours Plus et sous-titré Ma méthode + = +.
Avec plus de 60 000 exemplaires vendus en moins d'un mois après sa sortie,, il devient no 1 des ventes en France durant le mois d'octobre 2020,. Le mois suivant, il dépasse les 200 000 exemplaires,,. En août 2021, l'ouvrage dépasse les 370 000 exemplaires vendus.
Cependant, elle subit les assauts de la critique littéraire, notamment sous la plume de Frédéric Beigbeder qui, dans Le Figaro Magazine, titre son article sur son livre : « Autobiographie d'une inconnue célèbre » et écrit sur ce dernier « 147 Pages de vide, 19 Euros 50 de perdus » ainsi que sur son autrice « Entre l'Être et le Néant, Léna Situations privilégie plutôt la seconde option », ce qui attire les foudres des réseaux sociaux.
Le 6 juillet 2025, Lena Situations annonce qu'elle rédige son prochain livre mais au contraire de son premier livre, celui-ci est produit en autoédition. Elle annonce par la suite que son livre se nommera Encore mieux et qu'il sortira officiellement le 28 octobre 2025. Dans une interview pour Vogue France paru le 30 juillet 2025, Lena explique que cela faisait 2 ans et demi qu'elle rédigeait son livre avec notamment un mois à Los Angeles pour se consacrer pleinement à l'écriture et décrit son livre comme « un livre sur lequel tu peux gribouiller, écrire, arracher des pages, les garder, les mettre dans ton journal, les coller sur ton frigo »’. 
Le 5 aout 2025, lors des vlogs d'août saison 9, Lena demande de choisir la couverture de son second ouvrage à ses abonnés.

### Hôtel Mahfouf
Le 27 juin 2022, elle lance « Hôtel Mahfouf », une marque de vêtements et d'objets lifestyle,,. À l'occasion du début de sa série de vlogs  Les vlogs d'août  en août 2022, l'influenceuse ouvre l'Hôtel Mahfouf dans Paris, un concept store éphémère proposant les produits de sa marque, ainsi qu'un  Room Service  café et restaurant. Le 2 août 2022, l'inauguration rassemble des centaines de fans.

## Polémiques
En 2021, une accréditation presse accordée à Lena Situations crée une polémique sur Twitter après un tweet d'une journaliste. La journaliste interroge la légitimité de l'influenceuse,.
En février 2024, elle est de nouveau critiquée après l'animation du tapis rouge des César.

## Vie privée

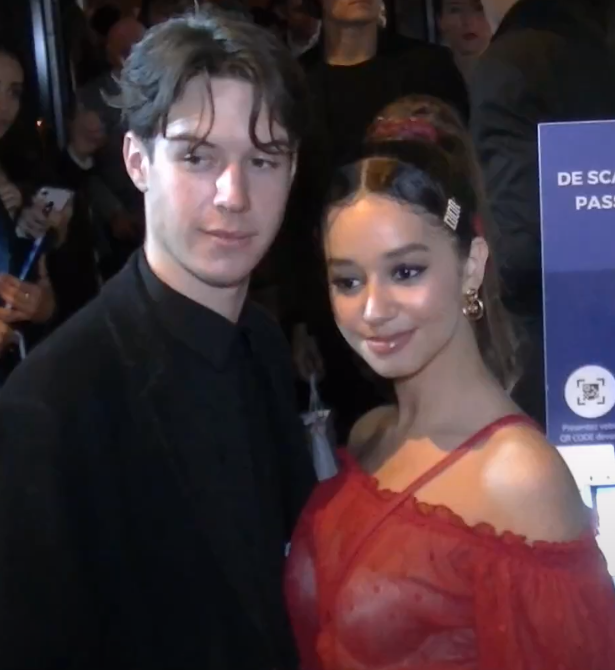
Seb et Léna Situations en 2021.

Le 18 février 2020, Léna Situations annonce être en couple avec le vidéaste Sébastien Frit, dit Seb, mais en réalité, elle est en couple avec lui depuis octobre 2019.

### Harcèlement numérique
De novembre à décembre 2021, elle subit une vague de harcèlement en ligne : sur ses cheveux au naturel, son habillement, du fait qu'elle ait refusé deux invitations pour la cérémonie du Ballon d'or à cause de son indisponibilité. Le 9 décembre, elle désactive temporairement son compte Twitter, à la suite des événements. Trois mois après, elle évoque cette période : « Petit à petit en train de retrouver mon amour pour le montage. Depuis la fin de l'année dernière, je n'arrivais plus du tout à me voir en vidéo. Les voix d'internet sont rentrées dans ma tête et je me trouvais tellement affreuse qu'ouvrir mon ordi pour voir ma gueule pendant 8h par jour c'était pas possible. »
Le 23 juillet 2022, elle subit du cyberharcèlement sur Twitter, après avoir proposé un menu 100 % végan dans son café-restaurant éphémère. À la suite de ces évènements, elle passe temporairement son compte Twitter en privé,.
En mai 2023, elle est victime de commentaires sexistes ayant trait à sa vie privée après avoir effectué une interview du mannequin Milo Laudenbach à l'occasion du défilé de la marque COS. En ce même mois, elle est victime une nouvelle fois de cyberharcèlement à caractère grossophobe (body shaming), sur Twitter, à la suite d'une photo d'elle montrant une robe portée à l'occasion de la 76e édition du Festival de Cannes. Le ministre de l'Économie, Bruno Le Maire, lui apporte son soutien.
Le 19 octobre 2023, sur son canal Instagram, elle révèle faire l'objet de menaces de mort à la suite de son don public au fonds de secours pour les enfants de Palestine (en).
Le 12 juin 2024, en vue des élections législatives anticipées, elle appelle à voter contre le Rassemblement national : « Votez et dites à vos proches d’aller voter. Contre l’extrême droite, contre la xénophobie, contre l’intolérance ». Par la suite, elle subit une vague de cyberharcèlement sur Instagram en recevant des messages à caractère raciste.
Le 14 février 2025, lors de son pop-up avec sa marque Hôtel Mahfouf et Zalando, elle danse avec son meilleur ami Marc et provoque les critiques sur le fait qu’une femme en couple n’a pas à danser avec un autre homme.
Le 21 mai 2025, elle est accusée d'entrisme islamiste par Deborah Abisror-De Liem, secrétaire générale du groupe Ensemble pour la République à l'Assemblée nationale, après s'être vêtue d'une création couvrante  et d'un foulard dans les cheveux lors du festival de Cannes. Dans les 24 heures suivantes, la responsable politique présente ses excuses sur X . Sur CNews, Christine Kelly insinue que cette tenue évoque « la mode des Frères musulmans », en la comparant à des choix vestimentaires plus sexy de Léna Situations les années précédentes.
Le 22 mai 2025, Lena répond, à travers un post Instagram, à ces préjugés et écrit : « Pendant ce Festival de Cannes, j’ai appris que selon certains [...] que j’avais rejoint les Frères musulmans. Grosse pensée à toutes les femmes, car s’il y a bien une chose que je continue d’apprendre, c’est qu’on ne plaira jamais à tout le monde. Une pensée à nos mères qui ont marché pour que nous puissions « choisir » nos vêtements. Merci. Et une pensée encore plus grande aux femmes musulmanes qui vivent ces jugements au quotidien mais sans le soutien d’Internet pour les défendre ».

## Filmographie

### Cinéma
Longs métrages
- 2023 : Barbie de Greta Gerwig : Barbie sirène (voix)
- 2026 : Spider Island de Christopher Smith

Courts métrages
- 2019 : Gerald 4 de Augustin Bayle et Amaury Dequé

### Internet
- 2022 : Hot Ones
- Depuis 2022 : Canapé Six Places d'elle même

### Télévision

#### Émissions télévisées
- 2023 : Celebrity Hunted[83] (saison 3)
- 2023 : Drag Race France (épisode 6, saison 2)
- 2024 : Popstars

#### Séries télévisées
- 2025 : Le Monde magique de Jérôme Commandeur de Jérôme Commandeur (2 épisodes)

## Distinctions
| Année | Récompenses                                  | Catégories                                      | Résultat | Réf.   |
| ----- | -------------------------------------------- | ----------------------------------------------- | -------- | ------ |
| 2019  | People's Choice Awards                       | Influenceuse pop-culture française de l'année   | Lauréat  | ,      |
| 2020  | People's Choice Awards                       | Social Star France                              | Lauréat  | [ 86 ] |
| 2020  | OhMyMag                                      | Influenceuse de l'année                         | Lauréat  | [ 87 ] |
| 2021  | Forbes 30 Under 30 France                    | Section Cinéma & Entertainment                  | Incluse  | [ 88 ] |
| 2022  | ForYouAwards                                 | ForYou d'Or                                     | Lauréat  | [ 89 ] |
| 2023  | GQ Men of the Year                           | Créateur de contenu de l'année                  | Lauréat  | [ 90 ] |
| 2024  | World Influencers and Bloggers Awards (WIBA) | Motivation & encouragement Lifestyle Influencer | Lauréat  | [ 91 ] |
| 2024  | NRJ Creators Night                           | Créateur de contenu Internationale 2024         | Lauréat  | [ 92 ] |
| 2025  | Forbes 30 Under 30 Europe                    | Entertainment                                   | Incluse  | [ 93 ] |

## Publications
- Lena Situations, Toujours Plus : Ma méthode + = +, Paris, Robert Laffont, 24 septembre 2020, 152 p. (ISBN 978-2-221-24788-4, EAN 9782221247884)[94],[95],[96].